# Klapavec zubatý
Klapavec zubatý (Claudius angustatus) je druh želvy z čeledi klapavkovití a jediný druh rodu Claudius. Vyskytuje se v Mexiku, Guatemale a Belize. Jde o téměř ohrožený taxon.